# Incorporated engineer
L’Incorporated Engineer (abbreviato IEng) è un titolo professionale in Ingegneria rilasciato dal Consiglio d'Ingegneria (Engineering Council) in Gran Bretagna. Il Consiglio d'Ingegneria è l'Autorità preposta per la regolamentazione della professione; è riconosciuto con Decreto Reale (Royal Charter).
In Gran Bretagna l'Incorporated Engineer (registered at final stage in the professional engineer section of the engineering council register, Ingegnere professionista Registrato) è un ingegnere professionista riconosciuto con Decreto Ministeriale (Statutory Instruments) n. 824 del 1991-aggiornato con Decreto n.18 del 2005 e dal nuovo decreto "Statutory Instruments" n. 2781 del 2007). Tali decreti rendono il titolo d'Incorporated Engineer valido in Europa tramite la Direttiva 89/48 (aggiornata dalla Direttiva 2005/36/EC).
Dal database delle Professioni Regolamentate della Commissione Europea:
Profession Title: Engineer
Qualification level: PS3 - Diploma of post-secondary level (3-4 years), Art. 11 d (Direttiva 2005/36/EC).
In Italia, la qualifica di Incorporated Engineer (Industrial Engineer) è quindi equivalente a quelle di Ingegnere iscritto all'albo Sez. B dell'ordine professionale degli ingegneri (Ingegnere Industriale Iunior) e di Perito Industriale iscritto all'ordine dei Periti Industriali e Periti Industriali laureati, a seguito del superamento dell'esame di stato nel settore del suo corso di studi.
Per l'iscrizione al registro degli Ingegneri nel Regno Unito (sezione Ingegneri Professionisti-Incorporated Engineer), tenuto dall'Engineering Council (ECuk),
oltre al titolo di studio (Laurea in ingegneria BEng o titolo equivalente) è necessario un tirocinio guidato di 3/4 anni (Professional Development) ed un esame finale (Professional Review).
Equivalente a qualifica NVQ livello 5.
Il titolo "Incorporated Engineer" è equivalente alla designazione di "Professional Engineer" nel Nord America.
Il dipartimento dell'Istruzione degli Stati Uniti d'America e la Fondazione "National Science" hanno elaborato uno studio importante sulle qualifiche accademiche internazionali conosciuto come CDS "Comparative Database System".Questo sistema è il più accreditato metodo di comparazione delle credenziali accademiche internazionali. Basato sui criteri del CDS,le qualifiche accademiche di un "Incorporated Engineer" sono equivalenti alle qualifiche accademiche di un Ingegnere Professionista (Professional Engineer) degli Stati Uniti d'America.

## Specifiche sulle competenze ed obblighi dell'Ingegnere professionista Registrato
- Impiegare sinergia di conoscenza generale e specialistica e sapere in ingegneria per applicare tecnologia consolidata ed emergente.
- Mantenere ed estendere un solido approccio teorico nell'applicazione di tecnologia nell'esercizio della professione in ingegneria.

Ciò lo ha abilitato a:
- - Identificare i limiti della propria personale conoscenza e abilità
  - Impegnarsi ad estendere la propria capacità tecnologica
  - Ampliare ed approfondire la propria conoscenza di base tramite nuove applicazioni e tecniche
- Impiegare un solido approccio basato sull'evidenza per la soluzione dei problemi e prendere parte al continuo miglioramento.

Ciò lo ha abilitato a:
- - Stabilire le richieste degli utenti per miglioramento
  - Impiegare informazioni di mercato e conoscenza di sviluppi tecnologici per promuovere e migliorare l'efficienza di prodotti, sistemi e servizi in ingegneria
  - Partecipare alla valutazione ed allo sviluppo per un continuo miglioramento dei sistemi.
- Applicare appropriati metodi teorici e pratici per progettare, sviluppare, manifatturare, costruire, commissionare, gestire e sostenere prodotti, processi, sistemi e servizi in ingegneria.
- Identificare, esaminare e selezionare tecniche, procedure e metodi per svolgere compiti in ingegneria.

Ciò lo ha abilitato a:
- - Selezionare un esame metodologico
  - Esaminare il potenziale per migliorare prodotti, processi, sistemi e servizi in ingegneria usando evidenza del migliore esercizio della professione
  - Stabilire un piano operativo per implementare i risultati dell'esame.
- Partecipare alla formulazione ed allo sviluppo di soluzioni in ingegneria.

Ciò lo ha abilitato a:
- - Partecipare alla identificazione ed alla specificazione dei requisiti di progetto e sviluppo per prodotti, processi e servizi in ingegneria
  - Identificare problemi e valutare possibili soluzioni in ingegneria per soddisfare le necessità del cliente
  - Partecipare alla formulazione delle soluzioni in ingegneria.
- Implementare le soluzioni formulate e partecipare alla loro valutazione.

Ciò lo ha abilitato a:
- - Assicurare le risorse richieste per l'implementazione
  - Implementare le soluzioni formulate, tenendo conto di costo, qualità, sicurezza, affidamento, aspetto, opportunità d'uso ed impatto ambientale
  - Identificare problemi durante l'implementazione e rendere operativi i correttivi
  - Partecipare alla valutazione delle soluzioni formulate
  - Partecipare alle raccomandazioni per il miglioramento ed attivamente apprendere dai riscontri sui risultati.
- Provvedere alla direzione tecnica ed aziendale.
- Pianificare per l'effettiva implementazione del progetto.

Ciò lo ha abilitato:
- - Identificare i fattori determinanti per l'implementazione del progetto
  - Preparare e concordare i piani d'implementazione ed i metodi attuativi
  - Assicurare le necessarie risorse e confermare i ruoli nel team del progetto
- Applicare le necessarie procedure contrattuali con gli altri contraenti(cliente, subappaltatori, fornitori, ecc.)
- Dirigere la pianificazione, il bilancio e l'organizzazione dei lavori, delle persone e risorse.

Ciò lo ha abilitato a:
- - Mettere in atto appropriati sistemi manageriali
  - Lavorare a standards di qualità garantiti
  - Dirigere team di lavoro, coordinando le attività di progetto
  - Identificare variazioni dagli standards di qualità, programma e bilancio, mettendo in atto azioni correttive
  - Valutare le prestazioni e raccomandare miglioramenti
- Dirigere team e sviluppare staff per soddisfare le necessità dei cambiamenti tecnici e manageriali.

Ciò lo ha abilitato a:
- - Concordare obbiettivi e piani di lavoro con team e persone
  - Identificare le necessità del team e delle persone, e pianificarne lo sviluppo
  - Dirigere e supportare lo sviluppo del team ed individuale
  - Valutare le prestazioni del team ed individuale, e provvedere al riscontro
- Dirigere in modo continuo il miglioramento di qualità

Ciò lo ha abilitato a:
- - Assicurare l'applicazione di principi di qualità manageriale da parte dei componenti il team ed i colleghi
  - Dirigere le operazioni per mantenere gli standards di qualità
  - Valutare i progetti e formulare raccomandazioni per il miglioramento.
- Dimostrare effettive abilità interpersonali.
- Comunicare in Inglese con altri a tutti i livelli.

Ciò lo ha abilitato a:
- - Partecipare a presiedere e verbalizzare incontri e discussioni
  - Preparare lettere, documenti e relazioni
  - Scambiare informazioni e provvedere consulenza tecnica e non-tecnica ai colleghi.
- Presentare e discutere proposte.

Ciò lo ha abilitato a:
- - Preparare e consegnare appropriate presentazioni
  - Dirigere e sostenere dibattiti con pubblico
  - Tenere conto dei risultati per migliorare le proposte.
- Dimostrare abilità personali e sociali.

Ciò lo ha abilitato a:
- - Conoscere e controllare le proprie emozioni, forze e debolezze
  - Essere consapevole delle necessità ed i bisogni degli altri
  - Essere confidente e flessibile nella trattazione di nuove e mutanti situazioni interpersonali
  - Identificare, assicurare e lavorare per obbiettivi comuni
  - Risolvere conflitti e creare, mantenere ed incrementare proficue relazioni di lavoro.
- Dimostrare personale impegno agli standards professionali, riconoscendo obblighi alla società, alla professione ed all'ambiente.
- Impegnarsi a rispettare il pertinente codice di condotta.

Ciò lo ha abilitato a:
- - Impegnarsi a rispettare le regole di condotta professionale del proprio Organo Professionale
  - Lavorare costruttivamente secondo le pertinenti leggi e regolamentazioni, includendo legislazione sociale e sull'impiego.
- Dirigere ed applicare sistemi di sicurezza sul lavoro.

Ciò lo ha abilitato a:
- - Identificare ed avere la responsabilità per i propri obblighi per la salute, sicurezza ed il benessere
  - Assicurare che i sistemi soddisfino i requisiti di salute, sicurezza e benessere
  - Sviluppare ed implementare appropriati sistemi manageriali per l'identificazione di pericolo e rischio.
  - Dirigere, valutare e migliorare questi sistemi
- Intraprendere attività in ingegneria in maniera tale da prendere parte ad uno sviluppo sostenibile.

Ciò lo ha abilitato a:
- - Operare ed agire responsabilmente, tenendo conto della necessità a progredire con risultati simultanei ambientali, sociali ed economici
  - Impiegare immaginazione, creatività ed innovazione per fornire prodotti e servizi che mantengano e migliorino la qualità dell'ambiente e della comunità, e soddisfino gli obiettivi finanziari.
  - Rendersi conto ed incoraggiare il coinvolgimento di altri.
- Portare avanti un continuo accrescimento professionale necessario a mantenere ed incrementare la competenza nella propria area di esercizio della professione.

Ciò lo ha abilitato a:
- - Intraprendere esame retrospettivo delle necessità del proprio accrescimento
  - Preparare un piano operativo per soddisfare gli obiettivi personali e dell'organizzazione
  - Intraprendere attività pianificate e non di CPD(Continuo Accrescimento Professionale)
  - Evidenziare l'accrescimento della competenza
  - Valutare i risultati CPD rispetto al piano operativo

## Ingegneria elettronica
Nello specifico campo dell'ingegneria elettronica l'Incorporated Engineer è un Ingegnere che possiede le conoscenze fondamentali per esercitare come un ingegnere elettronico e può essere classificato come un ingegnere professionista che, ad esempio:
Progetta, sviluppa, adatta, installa, collauda e gestisce componenti elettronici, circuiti e sistemi usati per sistemi informatici, sistemi di comunicazioni ed altre applicazioni industriali.
Un Ingegnere Registrato qualificato come un ingegnere elettronico normalmente:
- progetta componenti elettronici, circuiti e sistemi usati in informatica, comunicazione e sistemi di controllo, ed altre applicazioni industriali
- progetta software, specialmente applicativo, da essere usato in tali sistemi
- sviluppa apparati e procedure per il collaudo di componenti elettronici, circuiti e sistemi
- supervisiona installazione e commissiona sistemi informatici, sistemi di comunicazioni e controllo, e assicura appropriati controlli e metodi di protezione
- stabilisce e controlla le prestazioni e gli standards di sicurezza e le procedure per l'operatività, la modifica, la manutenzione e la riparazione di tali sistemi
- progetta apparati di comunicazione basati su cavi, fibre ottiche e comunicazioni radio
- analizza il traffico delle comunicazioni e livello di servizio, e determina il tipo d'installazione, locazione, assemblaggio e mezzo di trasmissione per i sistemi di comunicazioni
- progetta e sviluppa algoritmi per l'elaborazione dei segnali e l'implementazione degli stessi attraverso appropriata scelta di hardware e software